# 黄花恋岩花
黄花恋岩花（学名：Echinacanthus lofouensis）为爵床科恋岩花属的植物，是中国的特有植物。分布在中国大陆的广西、贵州等地，见于石山或林下，目前尚未由人工引种栽培。